# Ilha de Páscoa
A Ilha de Páscoa (em castelhano:  Isla de Pascua), em rapanui é denominada Rapa Nui ("Ilha Grande"), Te Pito O Te Henúa ("Umbigo Do Mundo") e Mata Ki Te Rangi ("Olhos Fixos No Céu") é uma ilha da Polinésia oriental, localizada no sul do Oceano Pacífico (27º 7' latitude Sul e 109º 22' longitude Oeste). Está situada a 3 700 km de distância da costa oeste do Chile e constitui a província chilena de Ilha de Páscoa. Sua população em 2002 era de 3 791 habitantes, 3 304 dos quais viviam na capital Hanga Roa. É famosa pelas suas enormes estátuas de pedra, os moais. Faz parte da Região de Valparaíso, pertencente ao Chile. Seus dois idiomas oficiais são o Espanhol e o Rapanui.

## História

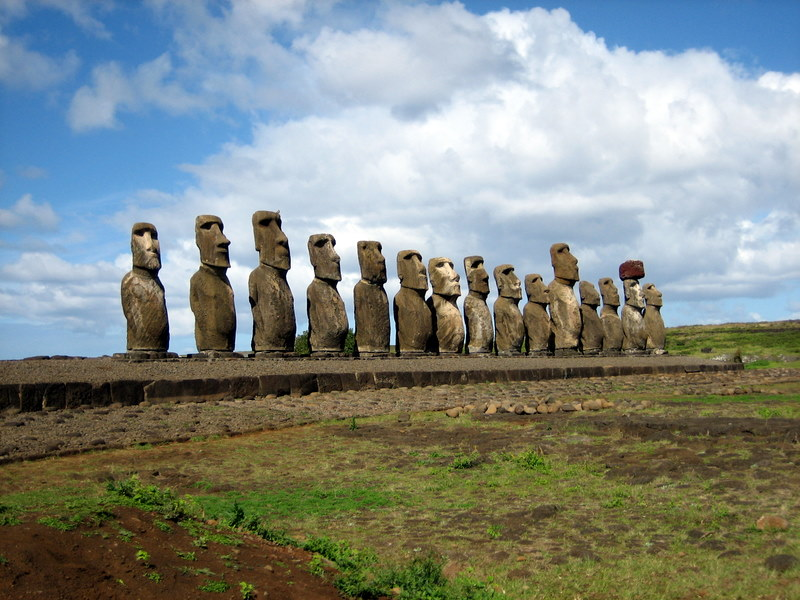
Ahu Tongariki perto Rano Raraku, um ahu 15 moais escavados e restaurados na década de 1990.

Na época da pré-história humana, até 1200 a.C., a expansão polinésia é contada como uma das explorações marítimas mais dramáticas. Povos vindos do continente asiático — agricultores, navegadores, aparentemente originários do arquipélago de Bismark, a nordeste da Nova Guiné, atravessaram quase 2 000 km de mar aberto, a bordo de canoas, para atingir as ilhas da Polinésia Ocidental de Fiji, Samoa e Tonga. Os polinésios, apesar da ausência de bússola, instrumentos de metal e escrita, eram mestres da arte da navegação e da tecnologia de canoas à vela. Os seus ancestrais produziam uma cerâmica conhecida como estilo lapita.
Alguns historiadores acreditavam que as ilhas polinésias foram descobertas por acaso. Hoje, porém, há fortes indícios de que, tanto as descobertas como a colonização foram planeadas por viajantes que, numa incursão predeterminada, navegavam rumo ao desconhecido. A rota mais provável para a colonização da Ilha De Páscoa deve ter sido a partir das ilhas de Mangareva, Pitcairn e Henderson, as duas últimas funcionando como trampolins visto que uma viagem directa de Mangareva à Páscoa dura cerca de dezessete dias, principalmente transportando produtos essenciais para a sobrevivência da colónia. A transferência de muitas espécies de plantas e animais — de taro a bananas e de porcos a cães e galinhas, não deixa dúvidas sobre o planeamento da ocupação da Ilha De Páscoa pelos seus colonizadores.
É incerta a data da ocupação da Ilha de Páscoa, tanto quanto é incerta a data da colonização das ilhas polinésias. Publicações sobre a Ilha de Páscoa registam a sua possível ocupação entre 300-400 d.C., com base em cálculos de tempo a partir de divergências linguísticas — técnica conhecida como glotocronologia, e em datações radiocarbônicas de carvão, além de sedimentos lacustres. Entretanto, especialistas na história de Páscoa questionam tais cálculos, considerados precários quando aplicados a idiomas complexos como o pascoense "(…) conhecido por nós principalmente através de, e possivelmente contaminado por, informantes taitianos e marquesanos".

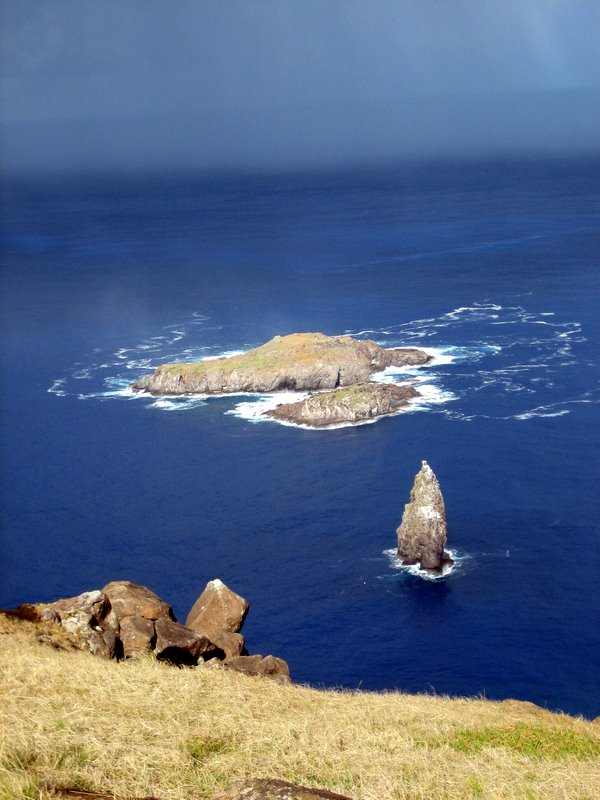
Ilhota Motu Nui, parte da cerimônia do culto ao homem-pássaro.

No período 600-800 (as datas exatas ainda são objeto de discussão) as ilhas da Polinésia Oriental (ilhas Cook, ilhas da Sociedade, ilhas Marquesas, Austrais, Tuamotu, Havaí, Nova Zelândia, Pitcairn e Páscoa) foram colonizadas. Datações radiocarbônicas mais confiáveis — obtidas através de amostras de carvão e de ossos de golfinhos — que serviram de alimento para seres humanos — extraídas das mais antigas camadas arqueológicas, oferecem prova de presença humana na praia de Anakena. A datação dos ossos de golfinhos foi realizada pelo método EMA (Espectrometria de Massa com Acelerador). Estima-se, portanto, a primeira ocupação de Páscoa em algum tempo antes de 900. Por volta de 1200 os polinésios expandiam suas rotas até Nova Zelândia, completando a ocupação das ilhas habitáveis do Pacífico.
Há evidências de que os insulares de Páscoa fossem típicos polinésios, vindos da Ásia em vez da América. Sua cultura saiu da cultura polinésia. Falavam um dialeto polinésio oriental relacionado ao das ilhas do Havaí e das Marquesas (semelhante ao dialeto conhecido como antigo mangarevano). Seus instrumentos (arpões, anzóis, enxós de pedra, limas de coral) eram polinésios e assemelhavam-se a antigos modelos das ilhas Marquesas. Muitos de seus crânios apresentavam uma característica polinésia conhecida como “mandíbula oscilante”. Amostras recolhidas de 12 esqueletos enterrados nas plataformas foram analisados e todos possuíam “(…) uma deleção de nove pares de bases e três substituições de bases presentes na maioria dos polinésios (…)”. Este estudo de DNA comprova que duas dessas três substituições de bases não ocorrem nos nativos americanos, contrariando a tese do explorador norueguês Thor Heyerdahl de que a ilha de Páscoa fora colonizada através do Pacífico oriental, por sociedades indígenas avançadas da América do Sul.

### Chegada europeia

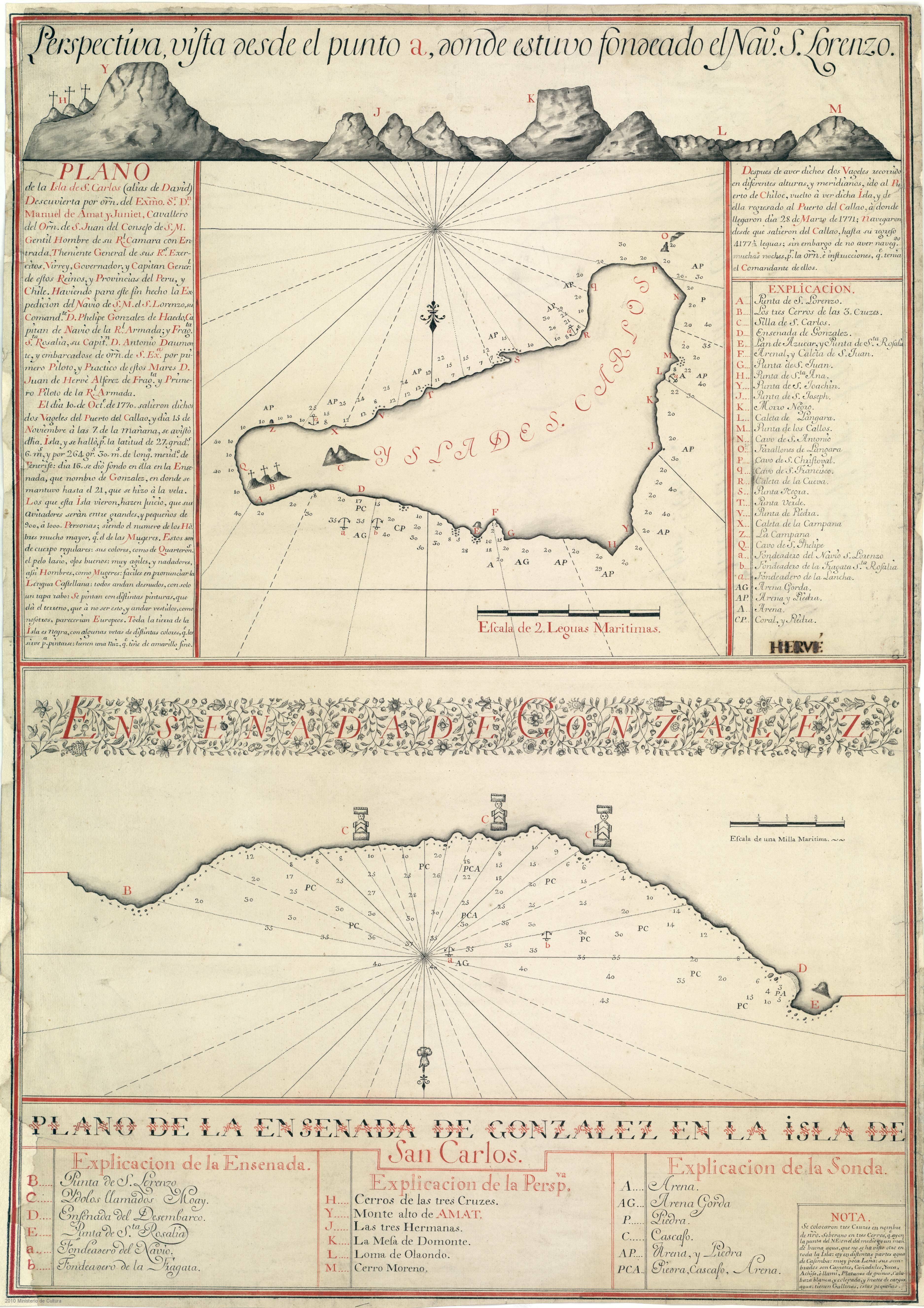
Cartografia da ilha de San Carlos (Ilha de Páscoa) tirada durante a expedição de Felipe González de Ahedo (1772). Museu Naval de Madrid.

A 5 de abril de 1722, o explorador neerlandês Jacob Roggeveen atravessou o Pacífico partindo do Chile em três grandes navios europeus, e após dezessete dias de viagem desembarcou na ilha num domingo de Páscoa, daí o seu nome, que permaneceu até hoje.
A expedição espanhola de Felipe González de Ahedo (1770) chegou à ilha e realizou o primeiro levantamento cartográfico, batizando-a de Ilha de San Carlos, em homenagem ao rei Carlos III da Espanha. A mais adequada descrição da ilha foi feita pelo Capitão James Cook, em 1774, numa breve visita de apenas quatro dias, com o seu destacamento, quando realizou o reconhecimento da ilha. Cook tinha a vantagem de estar acompanhado por um taitiano, cujo polinésio era similar ao dos insulares, possibilitando o entendimento entre eles.
Em 1870, comerciantes europeus tomaram posse das terras e introduziram gado ovino na ilha. Em 1888, o governo chileno anexou a ilha da Páscoa, que se tornou uma fazenda de ovelhas administrada por uma empresa escocesa estabelecida no Chile. Os nativos passaram a ser escravos. Trabalhavam para a empresa e eram pagos em bens e víveres, "(…) no barracão da empresa em vez de dinheiro.". Os nativos, em 1914, revoltaram-se contra o invasor estrangeiro, porém foram dominados com a chegada de um navio de guerra chileno que intercedeu pela empresa. Somente em 1966, mais de meio século depois, os nativos foram reconhecidos como cidadãos chilenos. Os insulares e chilenos nascidos no continente são em número igual ao dos nativos. Ainda hoje existe tensão entre eles, porém renasce no pascoense o orgulho cultural e sua economia é estimulada pelo turismo: há diversos voos semanais vindos de Santiago e do Taiti, realizados pela LATAM Airlines Group (companhia aérea chilena-brasileira), transportando visitantes atraídos pelas famosas estátuas.

## Geografia

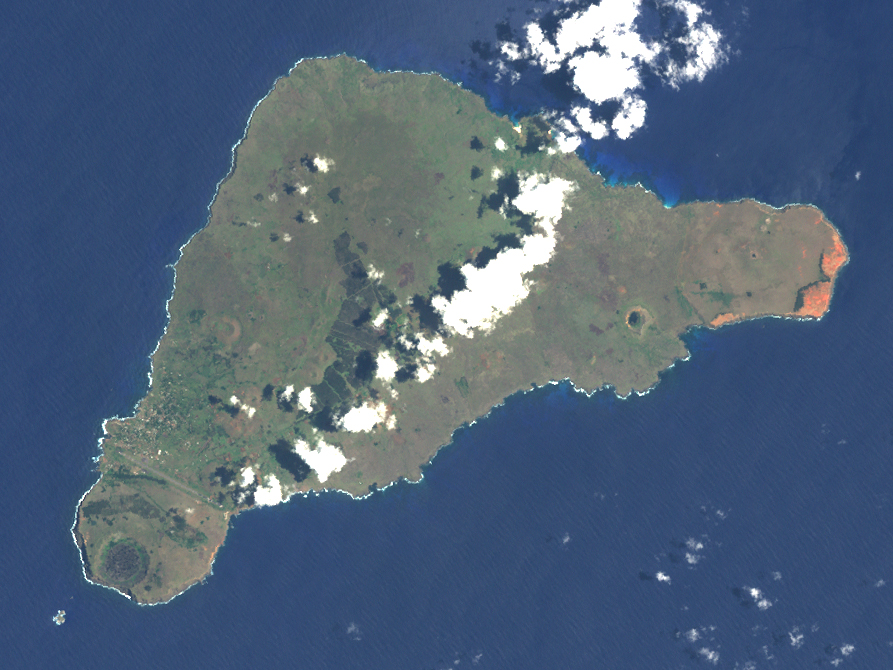
Imagem de satélite da Ilha de Páscoa em 2001.

Páscoa é uma ilha vulcânica, o seu território tem uma forma triangular e é o pedaço de terra mais isolado do mundo, no limite da Polinésia Oriental. Segundo Jared Diamond, três erupções vulcânicas deram origem à Ilha há milhões de anos, em épocas diferentes. Desde então, os vulcões permaneceram adormecidos. O mais antigo deles é o Poike, que entrou em erupção há cerca de 600 mil anos, formando o canto sul da ilha. Da segunda erupção surgiu o Rano Kau, no canto sudoeste da ilha. Por último, a erupção do Terevaka, localizado no canto norte da ilha.
A ilha ocupa uma área de 170 km² e sua elevação é de 510 m. A sua topografia é suave, sem vales profundos, exceto suas crateras e encostas íngremes e cones de escória vulcânica.
A geografia de Páscoa sempre representou grandes desafios para seus colonizadores, como até hoje ainda o é. Seu clima, embora quente para os padrões europeus e norte-americanos, é frio para os padrões da maioria das ilhas da Polinésia. Tanto que plantas importantes, como o coco (introduzido em Páscoa somente em tempos modernos), não se desenvolvem bem na ilha, e a fruta-pão (também recentemente introduzida), sendo Páscoa um lugar ventoso, cai do pé antes do tempo. Além disso, o oceano ao redor é demasiado frio e não permite a formação de recifes de coral, tornando a ilha deficiente tanto para peixes e moluscos associados aos atóis de coral, como para peixes em geral (de todas as espécies de peixe existentes, Páscoa possui apenas 127).
Todos esses fatores resultam em menos fontes de alimento. Além do que, a chuva — cuja precipitação média anual é de 1 300 mm, aparentemente abundante, infiltra-se rapidamente no solo vulcânico e poroso da ilha. Há, portanto, limitação de água potável. Somente com muito esforço os insulares obtêm água suficiente para beber, cozinhar e cultivar.

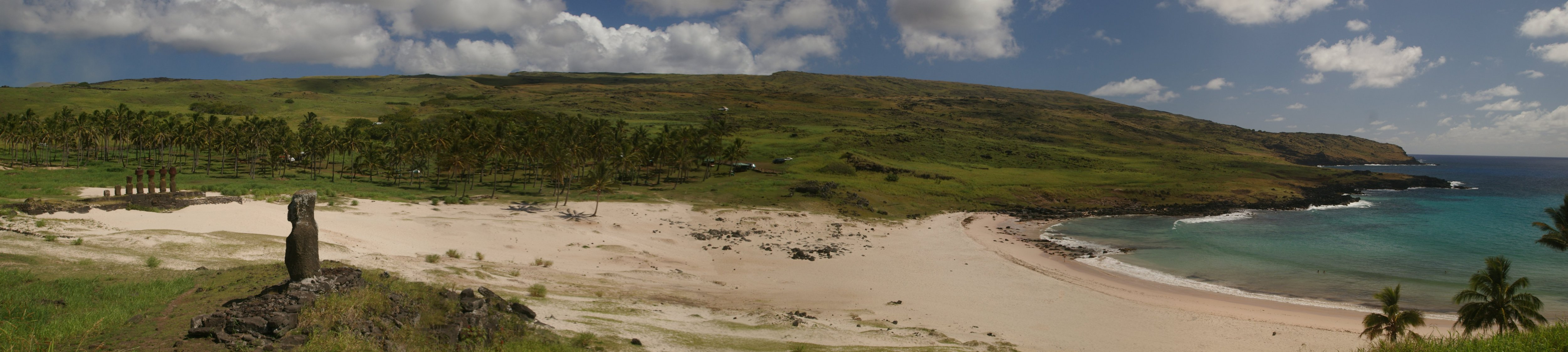
Panorama da praia de Anakena, Ilha de Páscoa. O moai retratado aqui foi o primeiro a ser reerguido de volta ao seu lugar em 1955 por Thor Heyerdahl usando o trabalho de ilhéus e alavancas de madeira.

## Demografia
A população da ilha no censo de 2002 foi de 3 791. 60% eram rapanuis, os chilenos de ascendência europeia ou castiza eram 39% da população e 1% restantes eram nativos americanos do Chile continental. Castizos podem incluir pessoas descendentes de europeus e rapanuis ou descendentes de europeus, nativos americanos e rapanui. Os rapanuis também têm migrado para fora da ilha. A densidade populacional na Ilha de Páscoa é de apenas 23 hab./km2. Os rapanui estão atualmente tentando restringir a imigração de chilenos do continente, o que exige uma mudança na Constituição chilena.

## Administração

Bandeira da ilha de Páscoa (Rapa Nui).

A Ilha de Páscoa divide com o Arquipélago Juan Fernández o estatuto constitucional sui generis de "território especial " do Chile, concedido em 2007. A partir desse momento uma constituição especial para a ilha estava sob discussão: por isso, continuou a ser considerada uma província da região de Valparaíso contendo uma única comuna. Este é um caso único no Chile, uma vez que todas as outras províncias são compostas por mais de um município. Tanto a província quanto a comuna são chamados de Isla de Pascua e abrangem toda a ilha e suas ilhotas e rochas, além da Ilha Sala y Gómez, cerca de 380 km ao leste.

## Cultura

### Os moais
Os moais são estátuas esculpidas a partir das pedras do vulcão Rano Raraku, dispostas em diversas plataformas, que podem ser de 2 tipos: "ahu", situam-se junto ao mar e têm câmara crematória; ou plataformas "marai" que se situam em zonas mais elevadas, onde se faziam observações astronómicas. A maior plataforma tem 15 moais, mas existem plataforma apenas com 1 moai. O maior deles tem 21 m e está inacabado, estando ainda na pedreira do vulcão. O maior moai que foi colocado de pé é o "Paro" e tem 11 m.

### ORongorongo
O rongorongo é o sistema de escrita dos povos da Ilha que, apesar de diversas tentativas, ainda não foi completamente decifrado. A maioria dos especialistas em Páscoa conclui que a invenção do rongorongo foi inspirada pelo primeiro contato dos insulares com a escrita (desembarque espanhol de 1770), ou pelo trauma da escravidão quando, por volta de 1805 — ano mais sombrio da história de Páscoa — duas dúzias de navios peruanos sequestraram a metade da população (1 500 pascoenses) e os venderam em um leilão para trabalho escravo nas minas peruanas de guano. A maioria dos sequestrados morreu em cativeiro. Os 15 sobreviventes, devido a pressões internacionais, foram repatriados.

### Mitologia e religião
Os mitos mais importantes da estrutura cosmológica e religiosa do povo nativo Rapanui são:
- Hotu Matu'a: O lendário fundador da ilha.
- Tangata manu: O culto ao homem-pássaro, que era praticado até a década de 1860
- Make-make: Uma importante divindade local.